# Boissy-Fresnoy
Boissy-Fresnoy är en kommun i departementet Oise i regionen Hauts-de-France i norra Frankrike. Kommunen ligger i kantonen Nanteuil-le-Haudouin som tillhör arrondissementet Senlis. År 2022 hade Boissy-Fresnoy 955 invånare.

## Befolkningsutveckling
Antalet invånare i kommunen Boissy-Fresnoy
| Referens: INSEE |